# Gesetz zur Neugliederung des Kreises Kempen-Krefeld und der kreisfreien Stadt Viersen
Das Gesetz zur Neugliederung des Kreises Kempen-Krefeld und der kreisfreien Stadt Viersen vom 18. Dezember 1969 beendete die erste Phase der Gebietsreform in Nordrhein-Westfalen und ordnete die Gemeindestruktur im heutigen Kreis Viersen und der Stadt Meerbusch mit Wirkung zum 1. Januar 1970 neu.

## Ausgangslage und Ergebnis
Die zuvor 32 Gemeinden des Kreises Kempen-Krefeld, eine Gemeinde des Kreises Grevenbroich und die bis dahin kreisfreie Stadt Viersen wurden zu 9 neuen kreisangehörigen Gemeinden zusammengeschlossen, von denen eine in den Kreis Grevenbroich eingegliedert wurde. Die Stadt Viersen verlor ihre Kreisfreiheit.

## Gesetzgebungsverfahren
Grundlage der Beratungen war ein Gesetzesentwurf der Landesregierung, den diese am 24. Juni 1969 in den Landtag einbrachte. Dieser wurde am 2. Juli 1969 in 1. Lesung zusammen mit dem Gesetz zur Neugliederung des Ennepe-Ruhr-Kreises und dem Gesetz zur Neugliederung des Kreises Wiedenbrück und von Teilen des Kreises Bielefeld von Innenminister Willi Weyer begründet und ohne Aussprache in den Ausschuss für Verwaltungsreform überwiesen.
Zur 2. Lesung legte der Ausschuss seinen Bericht mit Beschlussempfehlung vor, der vielfach andere Grenzziehungen vorschlug.
Die Änderungen stellten sich wie folgt dar:
- die Gemeinde Bracht geht vollständig in der Gemeinde Brüggen auf; die Grenze zu Nettetal wurde weiter in Richtung Kaldenkirchen verlegt (§ 3 des Entwurfes)
- die Zuordnung von Gebietsteilen von Bracht in die Stadt Nettetal unterbleibt; aus der Gemeinde Grefrath werden einige wenige Grundstücke mehr zugeordnet (§ 4 des Entwurfes)
- der Zusammenschluss von Grefrath und Oedt erhält den Namen Grefrath statt Niersburg; aus der Gemeinde Hinsbeck werden einige Grundstücke weniger eingegliedert (§ 5 des Entwurfes)
- die Stadt Kempen (Niederrhein) und Hüls bleibt ungeteilt, die Eingliederung von Grundstücken nach Tönisvorst unterbleibt, stattdessen werden Gebiete der Gemeinde St. Tönis und größere Gebiete der Gemeinde Vorst in die neue Stadt Kempen eingegliedert (§ 6 des Entwurfes)
- die Gemeinde St. Tönis wird nicht vollständig in die Gemeinde Tönisvorst eingegliedert; aus der Gemeinde Anrath wird ein kleineres Gebiet eingegliedert; die Eingliederung von Gebietsteilen von Kempen und Hüls unterbleibt (§ 7 des Entwurfes)
- aus der Gemeinde Vorst wird ein kleineres Gebiet als vorgesehen in die Stadt Willich eingegliedert; aus der Gemeinde Willich wird ein größeres Gebiet in die Stadt Krefeld eingegliedert (§ 8 des Entwurfes)

Diese wurden zur 2. Lesung des Landtages durch den Berichterstatter Heinz Dunkel vorgestellt und begründet; hieran schloss sich die Debatte an. Änderungsanträge der CDU-Fraktion betreffend die Eingliederung von Hüls nach Krefeld und von Abgeordneten der SPD, auf die Neubildung der Stadt Meerbusch zu verzichten wurden abgelehnt. An die Annahme in 2. Lesung schloss sich unmittelbar die 3. Lesung an, in der der Entwurf endgültig angenommen wurde.

## Zusammenfassung der Einzelbestimmungen
§ 1 Stadt Viersen
Bildung einer neuen kreisangehörigen Stadt Viersen aus
- der kreisfreien Stadt Viersen,
- den Städten Dülken und Süchteln (ohne Flöthütte und Kölsum),
- der Gemeinde Boisheim,
- dem Ortsteil Hagen der Gemeinde Oedt,
- dem Ortsteil Clörath der Gemeinde Neersen,
- dem Wohnplatz Klinkhammer, auch soweit er zur Gemeinde Lobberich gehörte,
- einigen Grundstücken der Gemeinde Amern

§ 2 Gemeinde Schwalmtal
Bildung einer neuen Gemeinde Schwalmtal aus den Gemeinden Amern und Waldniel sowie einigen Grundstücken der Gemeinde Boisheim
§ 3 Gemeinde Brüggen
Bildung einer neuen Gemeinde Brüggen aus den Gemeinden Bracht und Brüggen sowie einigen Grundstücken der Stadt Kaldenkirchen und der Gemeinde Breyell
§ 4 Stadt Nettetal
Bildung einer neuen Stadt Nettetal aus
- den Städten Kaldenkirchen und Lobberich (ohne Klinkhammer),
- den Gemeinden Breyell, Hinsbeck und Leuth,
- dem Wohnplatz Kölsum der Stadt Süchteln,
- einigen Grundstücken der Stadt Dülken und der Gemeinden Amern, Boisheim, Brüggen und Grefrath

§ 5 Gemeinde Grefrath
Bildung einer neuen Gemeinde Grefrath aus
- den Gemeinden Grefrath und Oedt,
- dem Wohnplatz Flöthütte der Stadt Süchteln,
- den Wohnplätzen Hübeck und Schlibeck, auch soweit sie zur Gemeinde Hinsbeck gehörten,
- einigen Grundstücken der Stadt Lobberich und der Gemeinde Vorst

§ 6 Stadt Kempen
Bildung einer neuen Stadt Kempen aus
- der Stadt Kempen,
- den Gemeinden Hüls, Schmalbroich, St. Hubert und Tönisberg,
- den Ortsteilen Schmalendorf und Unterweiden der Gemeinde St. Tönis,
- einigen Grundstücken der Gemeinde Vorst

§ 7 Gemeinde Tönisvorst
Bildung einer neuen Gemeinde Tönisvorst aus den Gemeinden St. Tönis und Vorst sowie Grundstücken der Gemeinden Anrath, Neersen und Oedt
§ 8 Stadt Willich
Bildung einer neuen Stadt Willich aus den Gemeinden Anrath, Neersen, Schiefbahn und Willich und Grundstücken der Gemeinden Vorst und Osterath; Umgliederung des Ortsteils Holterhöfe und von Flurstücken südlich der Deutschen Edelstahlwerke aus der Gemeinde Willich in die Stadt Krefeld
§ 9 Stadt Meerbusch
Bildung einer neuen Stadt Meerbusch im Kreis Grevenbroich aus den Gemeinden Büderich (Kreis Grevenbroich), Osterath und dem Amt Lank mit den Gemeinden Ilverich, Langst-Kierst, Lank-Latum, Nierst, Ossum-Bössinghoven und Strümp sowie einigen Grundstücken der Gemeinde Willich.
§ 10
Bestätigung von Gebietsänderungsverträgen und Bestimmungen der Aufsichtsbehörden
§ 11
Zuweisung von Sonderzuweisungen an die ehemals kreisfreie Stadt Viersen
§ 12
Beibehaltung der Titel Oberbürgermeister und Oberstadtdirektor durch die Amtsinhaber in der Stadt Viersen
§ 13
Gliederung der Amtsgerichte
§ 14
Bestimmungen zur Personalvertretung
§ 15
Inkrafttreten am 1. Januar 1970